# Пеникетт, Тони
Энтони Дэвид Джон (Тони) Пеникетт (англ. Antony David John Penikett, род. 14 ноября 1945, Суссекс, Великобритания) — канадский политик и публицист. Премьер-министр Юкона от Новой демократической партии в 1985—1992 годах, занимал также должности на федеральном уровне (как глава офиса национального лидера Новой демократической партии) и как заместитель министра в ряде министерств Британской Колумбии. Офицер ордена Канады (2020).

## Биография
Родился в Англии в 1945 году. В 12 лет переехал с семьёй в Канаду, где позже женился на Лалле Сьерре Джонс, представительнице коренного народа дене. По собственным словам, всю жизнь интересовался Севером и позднее много путешествовал не только по северным регионам Канады, но и по скандинавским странам.
В политику пришёл в 1972 году как руководитель предвыборной кампании Уолли Фёрта, члена Новой демократической партии, баллотировавшегося в Палату общин Канады от Северо-Западных территорий. Эта кампания завершилась избранием Фёрта. Уже в 1973 году Пеникетт стал членом федерального совета Новой демократической партии и в 1975—1976 годах был главой офиса национального лидера партии, которую в это время возглавлял Эд Бродбент.
В политике территории Юкон Пеникетт вначале участвовал как член городского совета Уайтхорса, а в 1978 году стал единственным представителем Новой демократической партии, избранным в Законодательное собрание Юкона (от округа Уайтхорс-Западный). С 1981 года занимал в Законодательном собрании пост лидера оппозиции. В том же году был избран президентом национальной НДП и оставался на этом посту два срока — до 1985 года.
В 1985 году, после того как Новая демократическая партия получила на выборах в Законодательное собрание Юкона 8 мандатов, Пеникетту удалось сформировать правительство меньшинства, ставшее первым правительством НДП в истории территории Юкон. Отличительной особенностью парламентской фракции НДП в это время было то, что половина её членов представляла коренные народы Канады. После выборов 1989 года Пеникетт остался на посту премьер-министра Юкона, уже во главе правительства большинства. За два срока его кабинет провёл на территории реформу образования, принял новый закон о правах человека, внёс изменения в закон о психическом здоровье и существенно расширил законодательство по охране окружающей среды. Наиболее важным достижением правительства Пеникетта называют подготовку соглашений с коренными народами Юкона по вопросам землевладения и самоуправления. Кабинет Пеникетта также запустил проект «Юкон-2000», включавший широкие консультации с рядовыми гражданами по планированию мер в местной политике. В роли премьера Пеникетт проявил себя как убеждённый защитник интересов своего региона, в частности выступив против Мичского соглашения, которое, по его мнению, навсегда лишало Юкон возможности получить статус провинции.
На выборах в Законодательное собрание 1992 года НДП проиграла Партии Юкона, хотя сам Пеникетт сохранил депутатский мандат, от которого отказался в 1995 году. В середине 1990-х годов он переехал в Ванкувер (Британская Колумбия). С 1995 по 1997 год был старшим советником премьер-министра Саскачевана по вопросам политики в отношении коренных народов, а с 1997 по 2001 год последовательно занимал посты заместителя министра в министерстве по переговорам и в министерстве труда Британской Колумбии.
С начала 2000-х годов издал ряд книг, посвящённых темам политики северных регионов Канады и примирения с коренными народами, снял два фильма — «Безумный траппер» (англ. The Mad Trapper, BBC) и «Пропавший патруль» (фр. La Patrouille Perdue, ORTF). В 2013 году стал одним из сменных руководителей программы арктических исследований факультета международных исследований Вашингтонского университета, а с сентября 2014 года читал лекции как приглашённый профессор на отделении общественной политики Университета Саймона Фрейзера. В конце 2020 года произведён в офицеры ордена Канады.
В браке с Лаллой Сьеррой Джонс у Тони Пеникетта родились трое детей — сын Тамо и дочери-близнецы Сара и Стефани.